# (12307) 1991 UA
1991 يو أي (ويعرف أيضًا باسم (12307) 1991 يو أي وفق تسمية الكوكب الصغير) (بالإنجليزية: 1991 UA)‏ هو كويكب ضمن حزام الكويكبات؛ وترتيبه 12307 من حيث الاكتشاف.
اكتُشف هذا الجُرم الفلكي بواسطة هيروشي كانيدا في 18 أكتوبر 1991.

## وصلات خارجية
- (12307) 1991 UA في قاعدة بيانات مختبر الدفع النفاث لأجرام النظام الشمسي الصغيرة

- الاكتشاف · مخطط المدار ·  العناصر المدارية · المعلمات المادية

- (12307) 1991 UA على موقع ويكي سكاي: DSS2, SDSS, GALEX, IRAS, Hydrogen α, X-Ray, Astrophoto, Sky Map, Articles and images